# Ик (язык)
Ик — язык одноимённого племени, относящийся к кулякской группе нило-сахарской семьи. Распространён на северо-востоке Уганды, округ Каабонг. 7500 носителей (по данным на 2011 год). Изучается в начальной школе.
Алфавит на латинской графической основе введён в 2009 году. Включает буквы A a, B b, Ɓ ɓ, C c, D d, Ɗ ɗ, Dz dz, E e, F f, G g, H h, I i, J j, Ʝ ʝ, K k, Ƙ ƙ, L l, M m, N n, Ɲ ɲ, Ŋ ŋ, O o, P p, R r, S s, T t, Ts ts, Ts' ts', U u, W w, X x, Y y, Z z.

## Фонетика
|               |               | Билабиальные | Лабиодентальные | Альвеолярные | Постальвеолярные | Палатальные | Велярные |
| ------------- | ------------- | ------------ | --------------- | ------------ | ---------------- | ----------- | -------- |
| Взрывные      | глухие        | p            |                 | t            |                  |             | k        |
| Взрывные      | звонкие       | b            |                 | d            |                  |             | ɡ        |
| Взрывные      | имплозивные   | ɓ            |                 | ɗ            |                  | ʄ           | kʼ~ɠ     |
| Аффрикаты     | глухие        |              |                 | t͡s           | t͡ʃ               |             |          |
| Аффрикаты     | абруптивные   |              |                 | t͡sʼ          |                  |             |          |
| Аффрикаты     | звонкие       |              |                 | d͡z           | d͡ʒ               |             |          |
| Фрикативные   | глухие        |              | f               | s            | ʃ                |             |          |
| Фрикативные   | звонкие       |              |                 | z            | ʒ                |             |          |
| Назальные     | Назальные     | m            |                 | n            |                  | ɲ           | ŋ        |
| Аппроксиманты | Аппроксиманты |              |                 | l            |                  | j           | w        |
| Одноударные   | Одноударные   |              |                 | ɾ            |                  |             |          |

|         | Передние | Передние | Средние | Средние | Задние | Задние |
| +ПКЯ    | -ПКЯ     | +ПКЯ     | -ПКЯ    | +ПКЯ    | -ПКЯ   |        |
| ------- | -------- | -------- | ------- | ------- | ------ | ------ |
| Верхние | i        | ɪ        |         |         | u      | ʊ      |
| Средние | e        | ɛ        | ə       |         | o      | ɔ      |
| Нижние  |          |          |         | a       |        |        |

Ещё 3 фонемы, /tlʼ, ɬ, ɮ/, присутствовали в языке, но исчезли в начале XXI века.